# خرگوش برمه‌ای
خرگوش برمه‌ای (نام علمی: Lepus peguensis) گونه‌ای از پستانداران تیرهٔ خرگوشان (Leporidae) است که در کامبوج، لائوس، میانمار، تایلند و ویتنام یافت می‌شود.